# Riverlea
Riverlea – wieś w Stanach Zjednoczonych, w stanie Ohio, w hrabstwie Franklin.